# Escut i bandera de Castelló
L'escut i la bandera de Castelló són els símbols representatius tradicionals de la vila de Castelló (Ribera Alta) amb una torre, com a armes parlants al·lusives al topònim i a l'antiga fortificació del Castellet, i l'escudet dels quatre pals referit a la seva condició de vila reial des de la conquesta.

## Escut heràldic
L'escut oficial de Castelló té el següent blasonament:
| « | Escut ibèric amb la boca rodona. En camper de gules una torre d'or, maçonada de sable i oberta de gules; al cap, un escut caironat amb les armes reials de València, és a dir, en camper d'or quatre pals de gules. Al timbre, una corona reial oberta. | » |

## Bandera de Castelló
La bandera municipal incorpora l'escut sobre la tradicional senyera. Oficialment està organitzada de la manera següent:
| « | Bandera de proporcions 2/3. Quatre pals de gules o roig [en realitat, franges], en camper d'or o groc. Al centre, cobrint els dos pals centrals, perpendicularment als pals, l'escut municipal. | » |

## Història
L'escut actual és una modificació de l'anterior, adoptada per resolució de 14 d'octubre de 1992, per tal d'adequar-lo als fonaments geogràfics, històrics i heràldics, i es publicà en el DOGV núm. 1.907, de 19 de novembre de 1992. La bandera s'aprovà per resolució de 28 d'octubre del mateix any, publicada en el mateix número del DOGV que l'escut.
Damunt la porta tapiada de l'any 1692 de l'Església de l'Assumpció hi apareix l'escut de la població, amb la torre torrejada.
En l'Arxiu Històric Nacional es conserva un segell en tinta de 1876, on hi apareix un castell, format per un llenç de muralla amb una porta i dues torres, sobremuntat pel cairó de les quatre barres.

## Imatges

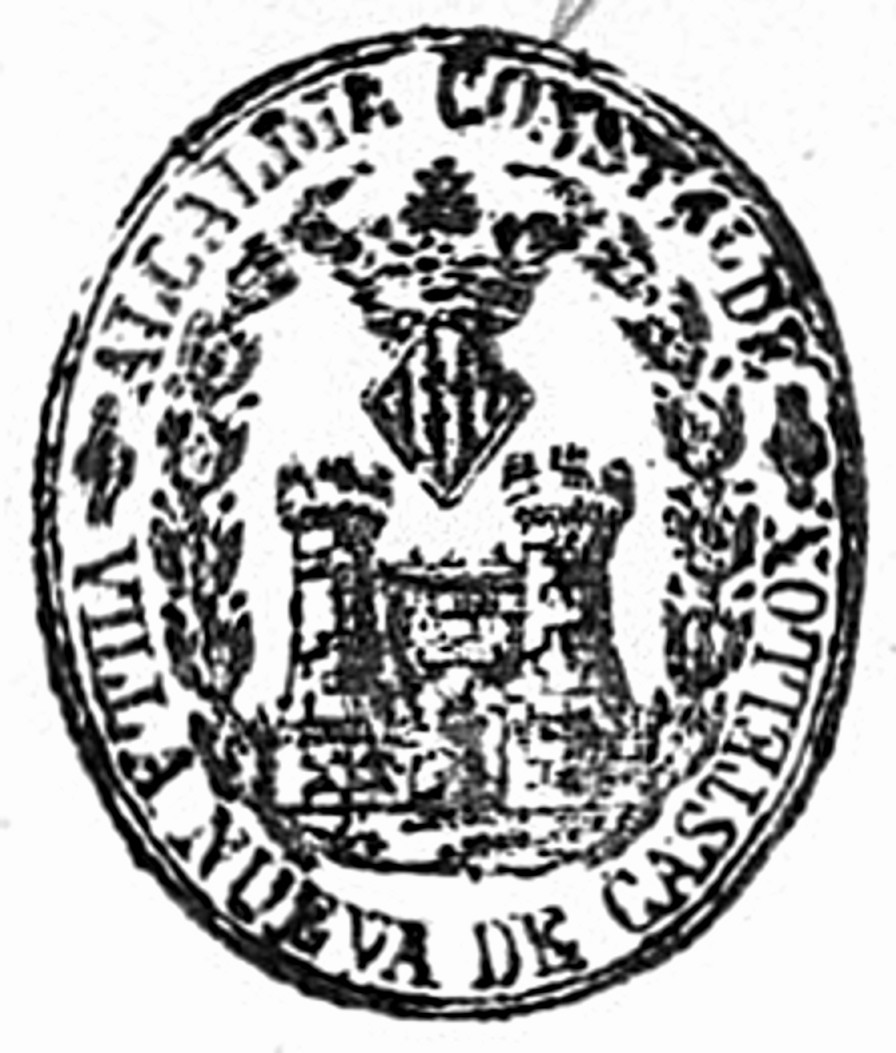
Segell de 1876.
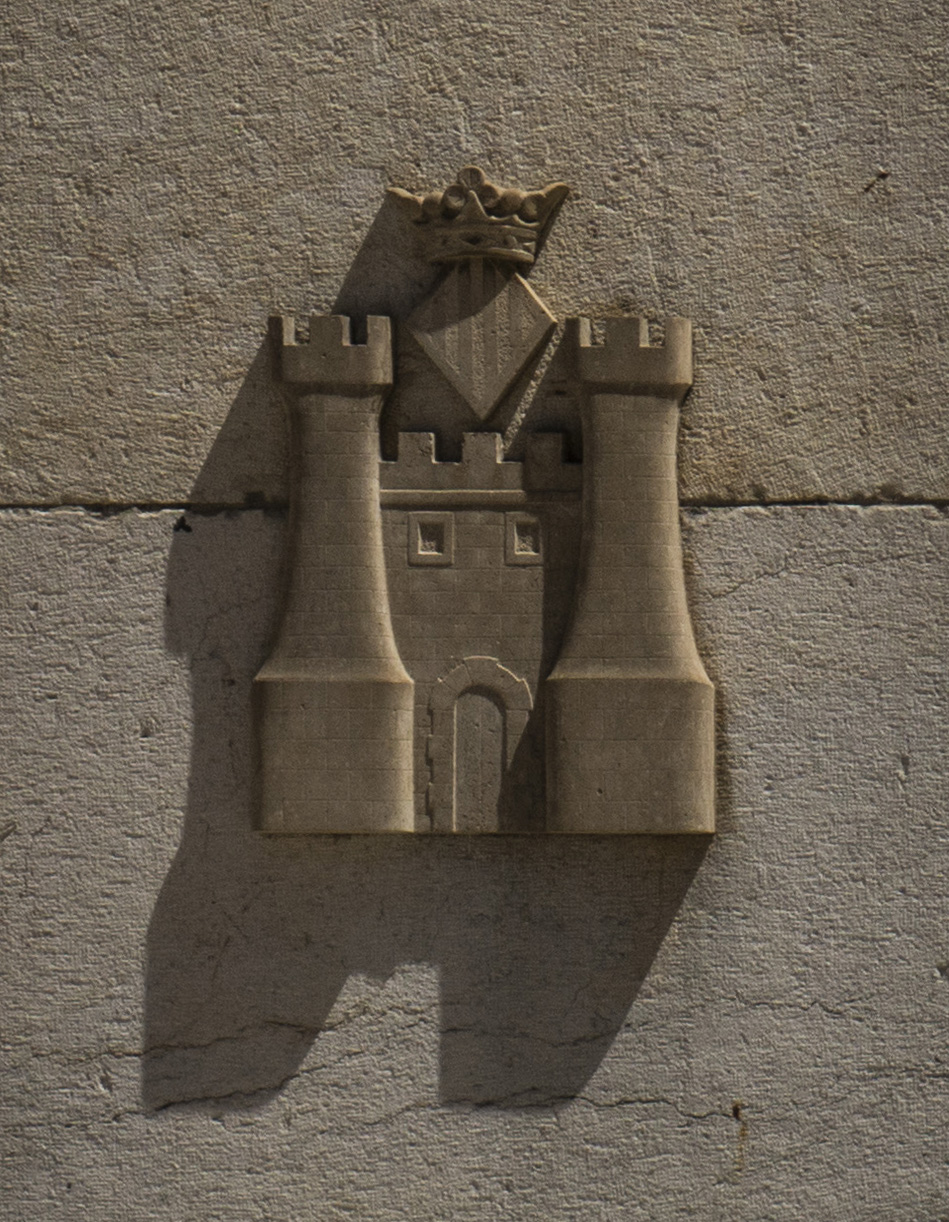
Versió de l'escut basada en el segell de 1879.
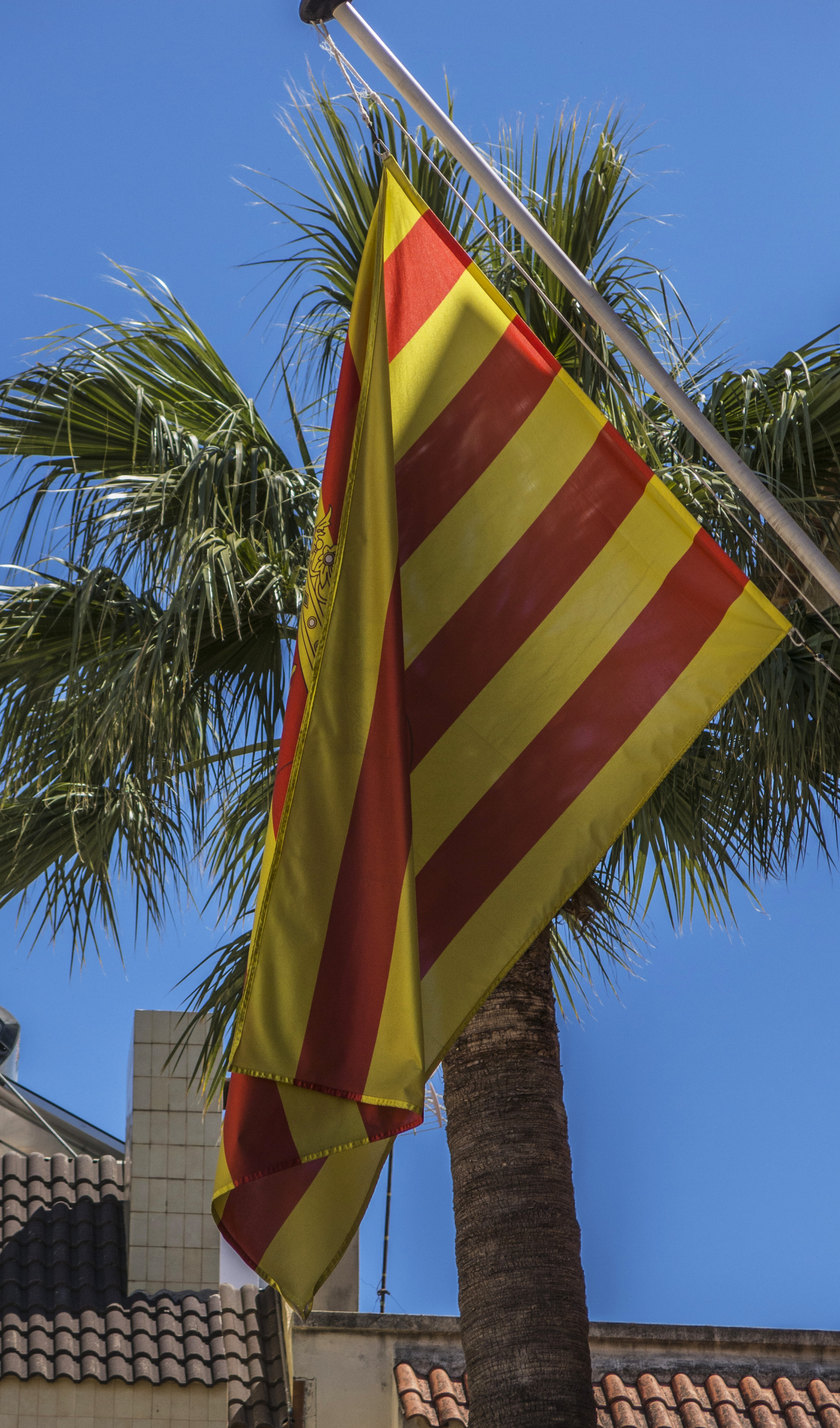
Bandera de Castelló de la Ribera.